# Discografia de Migos
O grupo americano de hip hop Migos lançou quatro álbuns de estúdio, dois extended plays (EP), doze mixtapes e cinquenta e três singles (incluindo vinte e quatro como artista em destaque). Em 31 de julho de 2015, os Migos lançaram o seu álbum de estreia, Yung Rich Nation. Em 27 de janeiro de 2017, os Migos lançaram seu segundo álbum, Culture. Em 26 de janeiro de 2018, os Migos lançaram seu terceiro álbum, Culture II. Em 11 de junho de 2021, os Migos lançaram seu quarto álbum, Culture III.

## Álbuns

### Álbuns de estúdio
| Título                                                                       | Detalhes do álbum | Posições mais altas nas paradas | Posições mais altas nas paradas | Posições mais altas nas paradas | Posições mais altas nas paradas | Posições mais altas nas paradas | Posições mais altas nas paradas | Posições mais altas nas paradas | Posições mais altas nas paradas | Posições mais altas nas paradas | Posições mais altas nas paradas | Vendas         | Certificações                                                |
| Título                                                                       | Detalhes do álbum | EUA                             | EUA R&B/HH                      | EUA Rap                         | AUS                             | CAN                             | FIN                             | NZ                              | SUE                             | SUI                             | Reino Unido                     | Vendas         | Certificações                                                |
| ---------------------------------------------------------------------------- | --- | ------------------------------- | ------------------------------- | ------------------------------- | ------------------------------- | ------------------------------- | ------------------------------- | ------------------------------- | ------------------------------- | ------------------------------- | ------------------------------- | -------------- | ------------------------------------------------------------ |
| Yung Rich Nation                                                             | - Lançado: 31 de julho de 2015 - Gravadora: Quality Control, YRN the Label, 300, Atlantic - Formatos: CD, download digital                                | 17                              | 5                               | 3                               | 54                              | 14                              | 20                              | 69                              | 100                             | 32                              | 47                              | - EUA: 14,596  |                                                              |
| Culture                                                                      | - Lançado: 27 de janeiro de 2017 - Gravadora: Quality Control, YRN the Label, 300, Atlantic - Formatos: CD, LP, fita cassete, download digital, streaming | 1                               | 1                               | 1                               | 26                              | 1                               | 6                               | 20                              | 31                              | 22                              | 16                              | - EUA: 134.000 | - RIAA: Platina - BPI: Prata                                 |
| Culture II                                                                   | - Lançado: 26 de janeiro de 2018 - Gravadora: Quality Control, Capitol Records, Motown - Formatos: CD, LP, download digital, streaming                    | 1                               | 1                               | 1                               | 13                              | 1                               | 9                               | 5                               | 11                              | 5                               | 4                               | - EUA: 115.000 | - RIAA: 2× Platina - BPI: Ouro - MC: 2× Platina - RMNZ: Ouro |
| Culture III                                                                  | - Lançado: 11 de junho de 2021 - Gravadora: YRN the Label, Quality Control, Capitol, Motown - Formatos: CD, LP, download digital, streaming               | 2                               | 2                               | 2                               | 13                              | 3                               | 30                              | 4                               | 23                              | 2                               | 9                               |                |                                                              |
| "—" denota um álbum que não entrou nas paradas ou não foi lançado na região. | |                                 |                                 |                                 |                                 |                                 |                                 |                                 |                                 |                                 |                                 |                |                                                              |

### Álbuns de compilação
| Título                                                                                  | Detalhes do Álbum |
| --------------------------------------------------------------------------------------- | --- |
| Quality Control Presents: Control the Streets, Volume 1 (como parte da Quality Control) | - Lançado: 8 de dezembro de 2017 - Gravadora: Quality Control, Capitol, Motown - Formatos: CD, download digital, streaming |
| Quality Control Presents: Control the Streets, Volume 2 (como parte da Quality Control) | - Lançado: 16 de agosto de 2019 - Gravadora: Quality Control, Capitol, Motown - Formatos: CD, download digital, streaming  |

### EPs
| Título           | Detalhes |
| ---------------- | --- |
| Trap Symphony EP | - Lançado: 22 de julho de 2015 - Gravadora: YRN The Label, Quality Control Music, 300 Entertainment - Formatos: download digital |
| 3 Way            | - Lançado: 7 de julho de 2016 - Gravadora: YRN the Label, Quality Control - Formatos: download digital                           |

### Mixtapes
| Título                                          | Detalhes da Mixtape                                                                                               | Posições máximas nos gráficos | Posições máximas nos gráficos | Posições máximas nos gráficos | Posições máximas nos gráficos |
| Título                                          | Detalhes da Mixtape                                                                                               | US                            | US R&B/ HH                    | US Rap                        | US Heat.                      |
| ----------------------------------------------- | --- | ----------------------------- | ----------------------------- | ----------------------------- | ----------------------------- |
| Juug Season                                     | - Lançado: 25 de agosto de 2011 (US) - Gravadora: Independent - Formato: Digital download                         | —                             | —                             | —                             | —                             |
| No Label                                        | - Lançado: 1 de junho de 2012 (US) - Gravadora: Independent - Formato: Digital download                           | —                             | —                             | —                             | —                             |
| Y.R.N (Young Rich N*ggas)                       | - Lançado: June 13, 2013 (US) - Gravadora: Quality Control - Formato: Digital download                            | —                             | 74                            | —                             | 41                            |
| Streets on Lock (with Rich The Kid)             | - Lançado: August 3, 2013 (US) - Gravadora: Rich Forever, Quality Control - Formato: Digital download             | —                             | —                             | —                             | —                             |
| Streets on Lock 2 (with Rich The Kid)           | - Lançado: October 1, 2013 (US) - Gravadora: Rich Forever, Quality Control - Formato: Digital download            | —                             | —                             | —                             | —                             |
| Solid Foundation (with QC the Label)            | - Lançado: February 2, 2014 (US) - Gravadora: Quality Control - Formato: Digital download                         | —                             | —                             | —                             | —                             |
| No Label 2                                      | - Lançado: February 25, 2014 (US) - Gravadora: Quality Control - Formatos: CD, digital download                   | 175                           | 23                            | 17                            | 3                             |
| Streets on Lock 3 (with Rich The Kid)           | - Lançado: April 20, 2014 (US) - Gravadora: Rich Forever, Quality Control - Formato: Digital download             | —                             | —                             | —                             | —                             |
| World War 3D: The Green Album (with Gucci Mane) | - Lançado: June 16, 2014 - Gravadora: 1017, Quality Control - Formato: Digital download                           | —                             | —                             | —                             | —                             |
| Rich Ni**a Timeline                             | - Lançado: November 5, 2014 (US) - Gravadora: Quality Control - Formato: Digital download                         | —                             | —                             | —                             | 6                             |
| Migo Lingo (With YRN Lingo)                     | - Lançado: March 4, 2015 (US) - Gravadora: YRN the Label, Quality Control - Formato: Digital download             | —                             | —                             | —                             | —                             |
| Still on Lock (With Rich The Kid)               | - Lançado: May 19, 2015 - Gravadora: YRN the Label, Rich Forever, Quality Control - Formato: Digital download     | —                             | —                             | —                             | —                             |
| Back to the Bando                               | - Lançado: September 17, 2015 - Gravadora: YRN the Label, Quality Control - Formato: Digital download             | —                             | —                             | —                             | —                             |
| Streets on Lock 4 (With Rich The Kid)           | - Lançado: October 22, 2015 - Gravadora: YRN the Label, Rich Forever, Quality Control - Formato: Digital download | —                             | —                             | —                             | —                             |
| Y.R.N 2 (Young Rich N*ggas 2)                   | - Lançado: January 18, 2016 - Gravadora: YRN the Label, Quality Control - Formato: Digital download               | —                             | —                             | —                             | —                             |

## Singles

### Como artista principal
| "Versace"                                                                       | 2013 | 99 | 31 | 23 | —  | —  | —  | —  | - RIAA: Ouro                                                 | Y.R.N (Young Rich N*ggas)     |
| "Hannah Montana"                                                                | 2013 | —  | —  | —  | —  | —  | —  | —  |                                                              | Y.R.N (Young Rich N*ggas)     |
| "Ounces"                                                                        | 2013 | —  | —  | —  | —  | —  | —  | —  |                                                              | No Label 2                    |
| "Fight Night"                                                                   | 2014 | 69 | 17 | 14 | —  | —  | —  | —  | - RIAA: Ouro                                                 | No Label 2                    |
| "Handsome and Wealthy"                                                          | 2014 | 79 | 20 | 16 | —  | —  | —  | —  | - RIAA: Ouro                                                 | No Label 2                    |
| "One Time"                                                                      | 2015 | —  | 34 | —  | —  | —  | —  | —  |                                                              | Yung Rich Nation              |
| "Pipe It Up"                                                                    | 2015 | —  | 38 | —  | —  | —  | —  | —  |                                                              | Yung Rich Nation              |
| "Look at My Dab"                                                                | 2015 | 87 | 28 | 16 | —  | —  | —  | —  |                                                              | Back to the Bando             |
| "WOA"                                                                           | 2016 | —  | —  | —  | —  | —  | —  | —  |                                                              | Y.R.N 2 (Young Rich N*ggas 2) |
| "Say Sum"                                                                       | 2016 | —  | —  | —  | —  | —  | —  | —  |                                                              | Non-album singles             |
| "Cocoon"                                                                        | 2016 | —  | —  | —  | —  | —  | —  | —  |                                                              | Non-album singles             |
| "Bad and Boujee" (featuring Lil Uzi Vert)                                       | 2016 | 1  | 1  | 1  | 34 | 5  | 17 | 30 | - RIAA: 4× Platina - ARIA: Platina - BPI: Prata - RMNZ: Ouro | Culture                       |
| "T-Shirt"                                                                       | 2017 | 19 | 11 | 7  | —  | 16 | —  | 82 | - RIAA: 2× Platina                                           | Culture                       |
| "Slippery" (featuring Gucci Mane)                                               | 2017 | 29 | 12 | 7  | —  | 46 | —  | —  | - RIAA: Platina                                              | Culture                       |
| "MotorSport" (with Nicki Minaj and Cardi B)                                     | 2017 | 14 | 6  | 6  | 74 | 26 | —  | 49 |                                                              | Culture 2                     |
| "—" denotes releases that did not chart or were not released in that territory. |      |    |    |    |    |    |    |    |                                                              |                               |

### Como artistas convidados
| "Young Nigga" (Que featuring Migos)                                             | 2013 | —  | —  | —  | —  | —  | —   | —  |                                      | —                           |
| "We Ready" (Soulja Boy featuring Migos)                                         | 2013 | —  | —  | —  | —  | —  | —   | —  |                                      | —                           |
| "Anytime" (Sean Garrett featuring Migos)                                        | 2013 | —  | —  | —  | —  | —  | —   | —  |                                      | —                           |
| "Shabba (Remix)" (A$AP Ferg featuring Shabba Ranks, Migos and Busta Rhymes)     | 2013 | —  | —  | —  | —  | —  | —   | —  |                                      | —                           |
| "Bricks" (Carnage featuring Migos)                                              | 2014 | —  | 48 | —  | —  | —  | —   | —  |                                      | Papi Gordo                  |
| "ATM" (Ray J featuring Dria and Migos)                                          | 2014 | —  | —  | —  | —  | —  | —   | —  |                                      | Raydiation 2                |
| "#Lhommeaubob" (Gradur featuring Migos)                                         | 2015 | —  | —  | —  | —  | —  | 103 | —  |                                      | L'homme au bob              |
| "Irresistible" (Remix) (Fall Out Boy featuring Migos)                           | 2015 | —  | —  | —  | —  | —  | —   | —  |                                      | Make America Psycho Again   |
| "Thank Yo Momma" (Malachiae Warren featuring Migos)                             | 2015 | —  | —  | —  | —  | —  | —   | —  |                                      | —                           |
| "Bad Intentions" (Niykee Heaton featuring Migos)                                | 2016 | —  | —  | —  | —  | —  | —   | —  | - RIAA: Ouro                         | Bad Intentions              |
| "Key to the Streets" (YFN Lucci featuring Migos and Trouble)                    | 2016 | 70 | 27 | 18 | —  | —  | —   | —  | - RIAA: Platina                      | Wish Me Well 2: Unstoppable |
| "Slide" (Calvin Harris featuring Frank Ocean and Migos)                         | 2017 | 25 | 13 | —  | 11 | 16 | 15  | 10 | - RIAA: Platina - BPI: Platina       | Funk Wav Bounces Vol. 1     |
| "Gucci On My" (Mike Will Made It featuring 21 Savage, YG and Migos)             | 2017 | —  | 41 | —  | —  | —  | —   | —  |                                      | Ransom 2                    |
| "Peek a Boo" (Lil Yachty featuring Migos)                                       | 2017 | 78 | 41 | —  | —  | —  | —   | —  |                                      | Teenage Emotions            |
| "Bon Appétit" (Katy Perry featuring Migos)                                      | 2017 | 59 | —  | —  | 35 | 14 | 9   | 37 | - RIAA: Ouro - MC: Ouro - SNEP: Ouro | Witness                     |
| "Body" (Sean Paul featuring Migos)                                              | 2017 | —  | —  | —  | —  | 98 | —   | 76 |                                      | ASA                         |
| "Night Call" (Steve Aoki featuring Lil Yachty and Migos)                        | 2017 | —  | —  | —  | —  | —  | —   | —  |                                      | Kolony                      |
| "I Get the Bag" (Gucci Mane featuring Migos)                                    | 2017 | 11 | 5  | 5  | —  | 28 | —   | —  |                                      | Mr. Davis                   |
| "—" denotes releases that did not chart or were not released in that territory. |      |    |    |    |    |    |     |    |                                      |                             |

### Singles promocionais
| Title                              | Year | Peak chart positions | Peak chart positions | Peak chart positions | Peak chart positions | Album            |
| Title                              | Year | US                   | US R&B/HH            | US Rap               | CAN                  | Album            |
| ---------------------------------- | ---- | -------------------- | -------------------- | -------------------- | -------------------- | ---------------- |
| "I Can" (with Hoodrich Pablo Juan) | 2017 | —                    | —                    | —                    | —                    | Non-album single |
| "Call Casting"                     | 2017 | 62                   | 25                   | 16                   | 65                   | Culture          |
| "What the Price"                   | 2017 | —                    | 41                   | —                    | 92                   | Culture          |